# Championnat d'Europe de course scratch féminin (juniors)
Pour les articles homonymes, voir Championnat d'Europe de course scratch.
Le Championnat d'Europe de course scratch féminin juniors est le championnat d'Europe de course scratch organisé annuellement par l'Union européenne de cyclisme pour les cyclistes âgées de 17 et 18 ans. Le championnat organisé depuis 2003, a lieu dans le cadre des championnats d'Europe de cyclisme sur piste juniors et espoirs.

## Palmarès
| Année | Or                   | Argent               | Bronze               |
| ----- | -------------------- | -------------------- | -------------------- |
| 2003  | Ekaterina Merzlikina | Annalisa Cucinotta   | Émilie Jeannot       |
| 2004  | Annalisa Cucinotta   | Karen Verbeek        | Rebecca Bertolo      |
| 2005  | Silvia Daniele       | Evgenia Romanyuta    | Pascale Jeuland      |
| 2006  | Elise van Hage       | Virginie Cueff       | Evgenia Romanyuta    |
| 2007  | Renata Dabrowska     | Barbara Guarischi    | Elizaveta Asseserova |
| 2008  | Lucie Zaleska        | Valentina Scandolara | Jolien D'Hoore       |
| 2009  | Giulia Donato        | Gabriela Slamova     | Roxane Fournier      |
| 2010  | Alexandra Goncharova | Giulia Donato        | Sara Consolati       |
| 2011  | Irene Usabiaga       | Alina Bondarenko     | Kelly Markus         |
| 2012  | Lucy Garner          | Iris Sachet          | Shana Dalving        |
| 2013  | Claudia Cretti       | Natasha Grillo       | Kaat Van der Meulen  |
| 2014  | Elena Bissolati      | Diana Klimova        | Claudia Cretti       |
| 2015  | Elena Bissolati      | Eleanor Dickinson    | Hetty van de Wouw    |
| 2016  | Letizia Paternoster  | Maria Martins        | Wiktoria Pikulik     |
| 2017  | Martina Fidanza      | Petra Sevcikova      | Jenny Holl           |
| 2018  | Gloria Scarsi        | Shari Bossuyt        | Anastasia Lukashenko |
| 2019  | Nikola Wielowska     | Lara Gillespie       | Maike van der Duin   |
| 2020  | Nora Jenčušová       | Nikola Wielowska     | Lara Crestanello     |
| 2021  | Valentina Basilico   | Marith Vanhove       | Maja Tracka          |
| 2022  | Lani Wittevrongel    | Maja Tracka          | Ori Bash             |
| 2023  | Magdalena Fuchs      | Vittoria Grassi      | Laerke Expeels       |
| 2024  | Auke De Buysser      | Chantal Pegolo       | Valentina Ferreyra   |
| 2025  | Ida Fialla           | Agata Campana        | Britt Jeucken        |